# Jeannie Wagner
Jeannie Wagner (* in Hamburg als Jeannie-Naomi Wagner) ist eine deutsche Content-Creatorin und Fernsehmoderatorin.

## Leben
Jeannie Wagner wuchs als Tochter eines Deutschen und einer Iranerin in Schnelsen auf. Seit Kindertagen spielt sie Fußball beim FC St. Pauli. Sie studierte Sprachwissenschaften und Geschichte an der Universität Hamburg, als sie unter ihrem Alias Jeannie Juice erfolgreich auf TikTok wurde. In Folge wurde sie vom Streaminganbieter DAZN als Sportmoderatorin engagiert und im Jahr 2024 wurde sie zudem Moderatorin bei der Hallenfußball-Liga Baller League. Im selben Jahr war sie Teilnehmerin des TV total Turmspringens auf Prosieben. Im Jahr 2025 übernahm sie zusammen mit Luca Hänni die Moderation der Songwriting-Sendung Dein Song auf KiKA.